# Bundesbesoldungsgesetz
Das Bundesbesoldungsgesetz regelt die Besoldung für Bundesbeamte, Bundesrichter, Berufssoldaten und Soldaten auf Zeit (§ 1) sowie – eingeschränkt – die Besoldung der Beamten in den Ländern Berlin, Bremen, Mecklenburg-Vorpommern, Niedersachsen, Nordrhein-Westfalen und dem Saarland.
Sein Vorläufer war das Reichsbesoldungsgesetz vom 16. Dezember 1927 (RGBl. I S. 349).

## Aufbau und Inhalt
Das Bundesbesoldungsgesetz ist in neun Abschnitte untergliedert.
Abschnitt 1 (§§ 1–17b) enthält allgemeine Vorschriften zur Besoldung und zur Versorgungsrücklage. § 2 Abs. 1 stellt klar, dass die Besoldung gesetzlich geregelt ist, d. h. der Gesetzgeber bestimmt die Höhe der Besoldung, nicht die einzelnen Dienststellen. Es ist deshalb unzulässig, einzelnen Beamten, Richtern oder Soldaten durch Vereinbarungen oder Zusicherungen eine höhere Besoldung zu verschaffen (§ 2 Abs. 2). § 1 Abs. 2 und 3 bestimmt, dass zur Besoldung Dienstbezüge, Anwärterbezüge und vermögenswirksame Leistungen gehören. Zu den Dienstbezügen zählen das Grundgehalt, Leistungsbezüge für Professoren sowie hauptberufliche Leiter von Hochschulen und Mitglieder von Leitungsgremien an Hochschulen, der Familienzuschlag, Zulagen, Vergütungen (zum Beispiel für Mehrarbeit) und die Auslandsbesoldung.
In Abschnitt 2 (§§ 18–38) sind das Grundgehalt für Beamte, Richter, Staatsanwälte und Professoren an Hochschulen sowie Leistungsbezüge an Hochschulen geregelt. Abschnitt 3 (§§ 39–41) betrifft den Familienzuschlag, Abschnitt 4 (§§ 42–51) Zulagen, Prämien, Zuschläge und Vergütungen. Mit Einführung des BBesG änderte sich die bisherige Gliederung der Besoldungsgruppen, die nun aufsteigend von A 1 / B 1 / C 1 (niedrigste Besoldungsgruppen) bis A 16 / B 11 / C 4 (höchste Besoldungsgruppen) gestaffelt waren. Bis zum 31. März 1957 hatten die Besoldungsgruppen A 11 / B 10 / C 5b die Eingangsstufen abgebildet, die Besoldungsgruppen A 1a / B 3a / C 1 die jeweiligen Spitzenämter.
Die Auslandsdienstbezüge sind in Abschnitt 5 (§§ 52–58) geregelt. Abschnitt 6 (§§ 59–66) enthält Vorschriften zu den Anwärterbezügen. Abschnitt 7 enthielt Bestimmungen zu Sonderzahlungen (§ 67) und zu vermögenswirksamen Leistungen (§ 68). Diese Bestimmungen wurden im Jahr 2009 durch das Dienstrechtsneuordnungsgesetz aufgehoben.
Die Regelungen im 8. Abschnitt (§§ 69–70a) sind Rechtsgrundlage für die Gewährung von Dienstkleidung sowie für Heilfürsorge und Unterkunft für Soldaten und Polizeivollzugsbeamte der Bundespolizei. Abschnitt 9 (§§ 71–85) enthält verschiedene Übergangsvorschriften.
Nach Abschnitt 9 schließt das Bundesbesoldungsgesetz mit mehreren Anlagen, deren wichtigsten die so genannten Bundesbesoldungsordnungen sind:
- Anlage I: Besoldungsordnung A und Besoldungsordnung B für Beamte und Soldaten
- Anlage II Besoldungsordnung R für Richter und Staatsanwälte
- Anlage III: Besoldungsordnung W für Hochschullehrer

## Änderungen des Bundesbesoldungsgesetzes
Will der Bund die Besoldung seiner Beamten, Richter, Soldaten und Hochschullehrer erhöhen, muss er dazu die entsprechenden Besoldungsordnungen ändern. Deshalb wurden das Bundesbesoldungsgesetz bzw. die dazugehörigen Besoldungsordnungen seit dem Inkrafttreten im Jahr 1957 vielfach geändert.

## Rechtsverordnungen zum Bundesbesoldungsgesetz
Auf Grundlage des Bundesbesoldungsgesetzes wurden unter anderem folgende Rechtsverordnungen erlassen:
- Altersteilzeitzuschlagsverordnung vom 23. August 2001 über die Gewährung eines Zuschlags zur Besoldung bei Altersteilzeit
- Pflegezeitvorschussverordnung vom 18. Juli 2013 über Gewährung, Verrechnung und Rückzahlung des Vorschusses bei Pflegezeit und Familienpflegezeit
- Bundesleistungsbesoldungsverordnung (BLBV) vom 23. Juli 2009 über Gewährung von Leistungsstufen, Leistungsprämien und Leistungszulagen
- Erschwerniszulagenverordnung (EZulV) vom 26. April 1976 zur Abgeltung besonderer, bei der Bewertung des Amtes oder bei der Regelung der Anwärterbezüge nicht berücksichtigter Erschwernisse
- Bundesmehrarbeitsvergütungsverordnung (BMVergV) vom 26. April 1972 über die Gewährung von Vergütung für Mehrarbeit
- Bundesvollziehungsvergütungsverordnung (BVollzVergV) über die Gewährung einer zusätzlichen Vergütung Vollziehungsbeamte
- Auslandszuschlagsverordnung (AuslZuschlV) über die Gewährung von Auslandszuschlägen
- Auslandsverwendungszuschlagsverordnung vom 25. September 1995 über die Gewährung von Auslandsverwendungszuschlägen

außer Kraft seit 31. Dezember 2019:
- Begrenzte-Dienstfähigkeit-Zuschlag-Verordnung vom 6. Dezember 2012 über Gewährung eines Zuschlags bei begrenzter Dienstfähigkeit

Das Bundesministerium des Innern, für Bau und Heimat hat zudem eine allgemeine Verwaltungsvorschrift zum Bundesbesoldungsgesetz erlassen. Sie enthält bindende Regelungen sowie Hinweise und Erläuterungen zu einzelnen Vorschriften des Gesetzes.

## Geltung in den Ländern
Das 1957 in Kraft getretene Bundesbesoldungsgesetz galt ursprünglich nicht für die Beamten der Länder. 1971 zog der Bund jedoch durch eine Änderung des Grundgesetzes die Gesetzgebungskompetenz für das gesamte Beamtenbesoldungsrecht an sich und vereinheitlichte die Besoldung in Bund, Ländern und Gemeinden. Dieses Prinzip der ausschließlichen Gesetzgebungskompetenz des Bundes wurde 2006 durch die so genannte Föderalismusreform  aufgegeben. Seitdem sind die Länder wieder berechtigt, eigene Landesbesoldungsgesetze zu erlassen.
Baden-Württemberg, Bayern, Brandenburg, Hamburg, Hessen, Rheinland-Pfalz, Sachsen, Sachsen-Anhalt, Schleswig-Holstein und Thüringen haben von dieser Möglichkeit umfassend Gebrauch gemacht.
Berlin, Bremen, Mecklenburg-Vorpommern, Niedersachsen, Nordrhein-Westfalen und das Saarland haben zwar ebenfalls eigene landesrechtliche Regelungen erlassen. Diese verweisen jedoch zum Teil noch auf das Bundesbesoldungsgesetz. Das Bundesbesoldungsgesetz gilt daher in den genannten Ländern weiterhin, allerdings nicht in der aktuellen, sondern in der am 31. August 2006 geltenden Fassung (siehe § 85).